# Яцька
Я́цька — пасажирський залізничний зупинний пункт Куп'янської дирекції Південної залізниці.
Розташований біля села Яцьківка, Краматорський район, Донецької області на лінії Куп'янськ-Вузловий — Тропа між станціями Рубці (2 км) та Тропа (6 км).
Станом на травень 2019 року щодоби три пари приміських електропоїздів здійснюють перевезення за маршрутом Куп'янськ-Вузловий — Святогірськ.